# NGC 910
NGC 910 je galaksija u zviježđu Andromeda.

## Vanjske poveznice
- SEDS: NGC 910